# Стаффансторп (комуна)
Комуна Стаффансторп (швед. Staffanstorps kommun) — адміністративно-територіальна одиниця місцевого самоврядування, що розташована в лені Сконе у південній Швеції.
Стаффансторп 272-а за величиною території комуна Швеції. Адміністративний центр комуни — місто Стаффансторп.

## Населення
Населення становить 22 528 чоловік (станом на вересень 2012 року). 
| Кількість населення комуни Стаффансторп за 1970-2010 роки | Кількість населення комуни Стаффансторп за 1970-2010 роки | Кількість населення комуни Стаффансторп за 1970-2010 роки | Кількість населення комуни Стаффансторп за 1970-2010 роки | Кількість населення комуни Стаффансторп за 1970-2010 роки |
| --------------------------------------------------------- | --------------------------------------------------------- | --------------------------------------------------------- | --------------------------------------------------------- | --------------------------------------------------------- |
| Рік                                                       |                                                           |                                                           | Населення                                                 |                                                           |
| 1970                                                      | 1970                                                      |                                                           | 11 107                                                    | 11 107                                                    |
| 1975                                                      | 1975                                                      |                                                           | 15 819                                                    | 15 819                                                    |
| 1980                                                      | 1980                                                      |                                                           | 16 368                                                    | 16 368                                                    |
| 1985                                                      | 1985                                                      |                                                           | 17 393                                                    | 17 393                                                    |
| 1990                                                      | 1990                                                      |                                                           | 17 427                                                    | 17 427                                                    |
| 1995                                                      | 1995                                                      |                                                           | 19 062                                                    | 19 062                                                    |
| 2000                                                      | 2000                                                      |                                                           | 19 815                                                    | 19 815                                                    |
| 2005                                                      | 2005                                                      |                                                           | 20 602                                                    | 20 602                                                    |
| 2010                                                      | 2010                                                      |                                                           | 22 259                                                    | 22 259                                                    |
| Джерело: SCB                                              |                                                           |                                                           |                                                           |                                                           |

## Населені пункти
Комуні підпорядковано 5 міських поселень (tätort) та низка сільських, більші з яких:
- Стаффансторп (Staffanstorp)
- Єруп (Hjärup)
- Чиркгеддінґе (Kyrkheddinge)
- Ґревіє і Беден (Grevie och Beden)
- Берґстремсгусен (Bergströmshusen)
- Нурдана (Nordanå)
- Флакарпс-Мелла (Flackarps mölla)

## Міста побратими
Комуна підтримує побратимські контакти з такими муніципалітетами:
- Війтасаарі, Фінляндія
- Валленсбек, Данія
- Кохтла-Ярве, Естонія
- Волін, Польща
- Гріммен, Німеччина

## Галерея

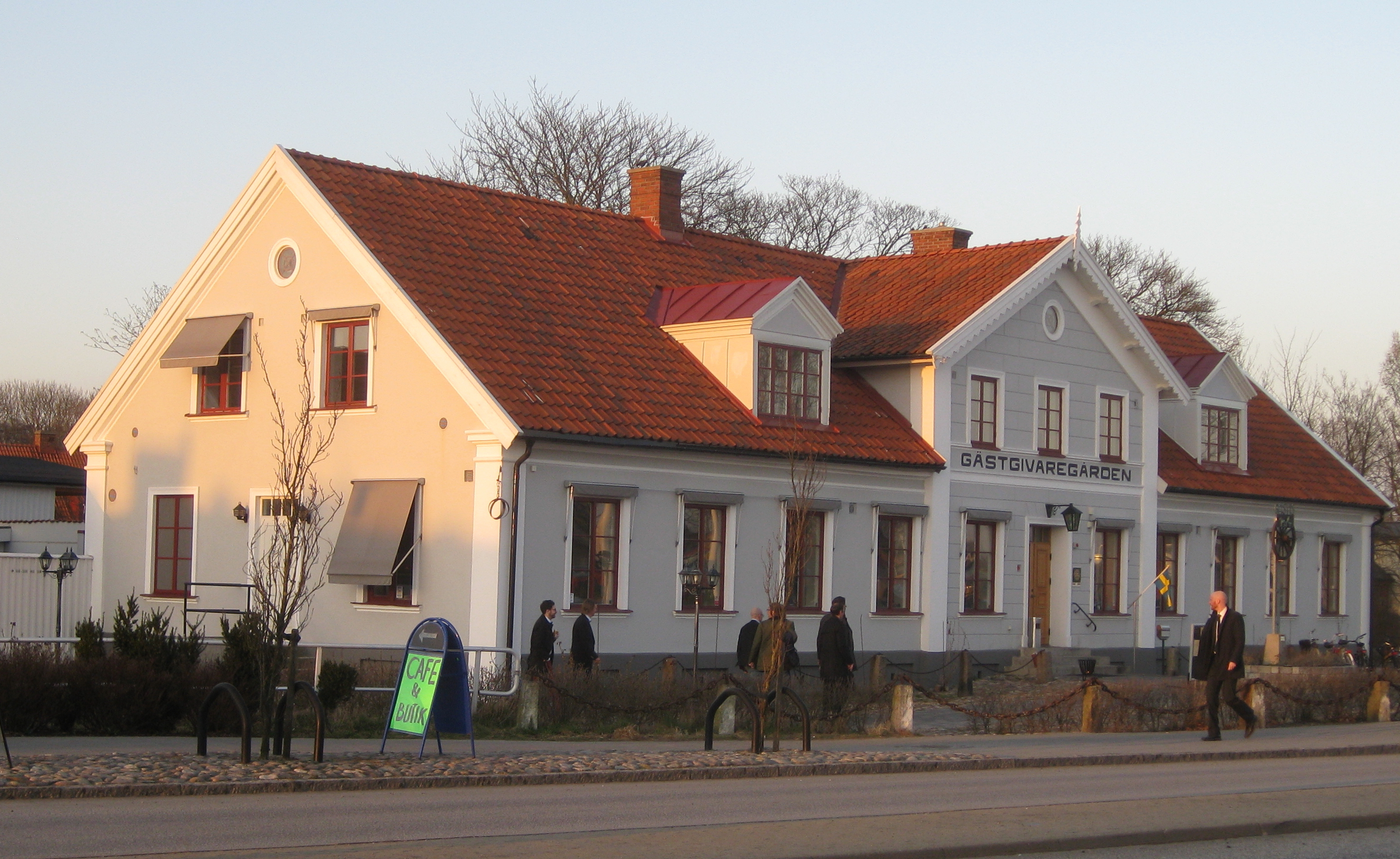
Готель у Стаффансторпі
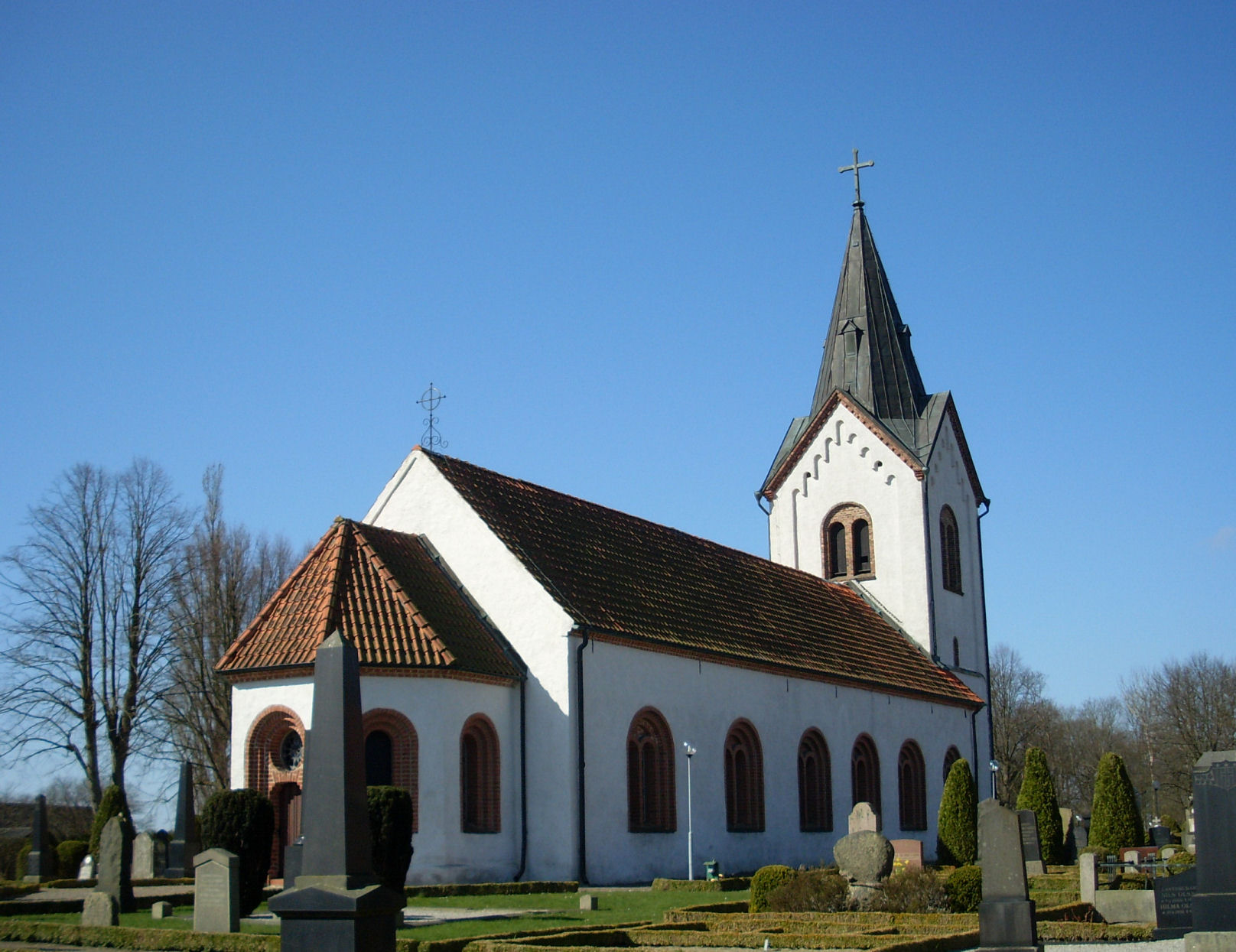
Церква (Чиркгеддінґе)
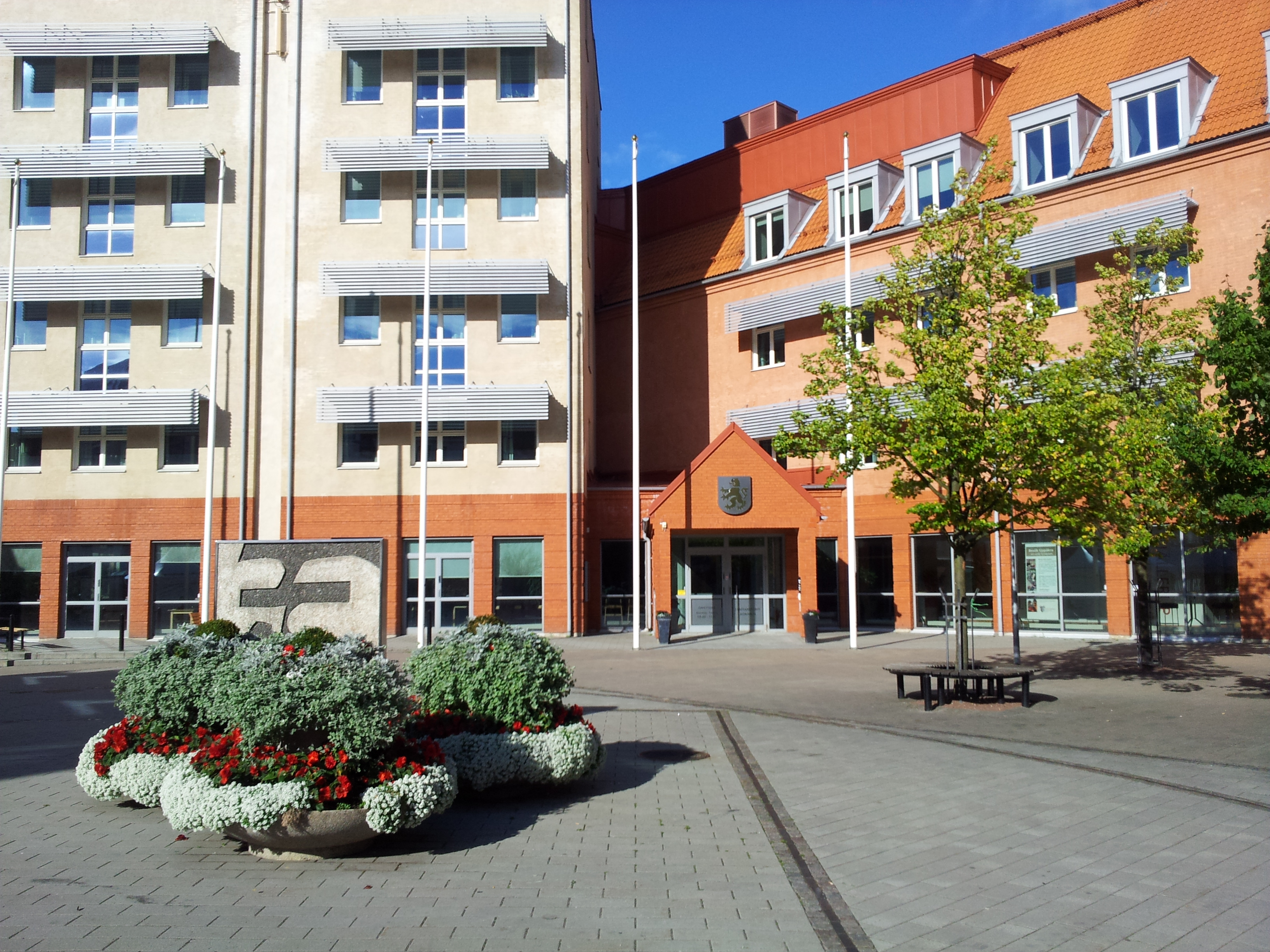
Управа комуни (Стаффансторп)
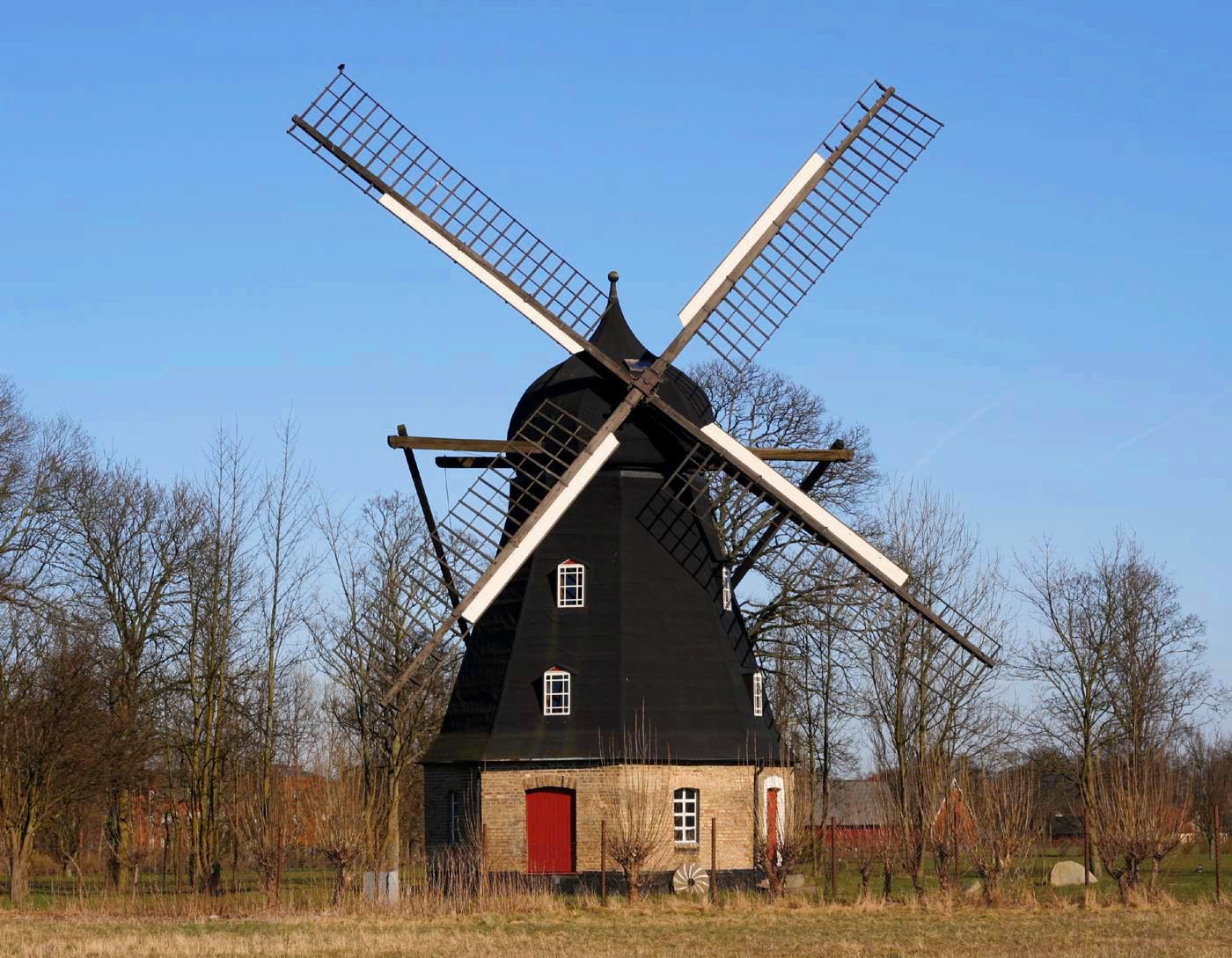
Вітряк (Флакарп)

## Виноски
1. ↑  Folkmangd i riket, lan och kommuner (шв.) . Центральне бюро статистики Швеції. Архів оригіналу за 20 серпня 2013. Процитовано 17 лютого 2013.